# Зольня (річка)
Зольня — річка в Україні, в Звягельському та Коростенському районах Житомирської області, ліва притока річки Уборть (басейн Прип'яті.

## Опис
Довжина річки 24 км., похил річки — 0,44 м/км.
Площа басейну 323 км².
Притоки: Золенка, Немильня, В'юн.

## Розташування
Бере початок на північному сході від села Червона Воля. Формується з великої кількості безіменних струмків та приток. Тече в північно-східному напрямку через села Джерело та Зольня. На північно-східній околиці села Ковалівка впадає в річку Уборть.